# کیت سشنز
کیت سشنز (انگلیسی: Kate Sessions؛ ۸ نوامبر ۱۸۵۷ – ۲۴ مارس ۱۹۴۰ (۸۲ سال)) معمار و معمار منظر اهل ایالات متحده آمریکا بود.